# 真実っぽさ
真実っぽさ（しんじつっぽさ、英: Truthiness）とは、個人や個人集団の認識や直観に基づいて、特定の声明が真実であるという信念または主張であり、根拠、論理、知的検証、そして事実を考慮しないものである。真実っぽさは、無知による虚偽の主張から、意見を操作することを意図した故意の欺瞞やプロパガンダまで幅広い。
真実っぽさの概念は、プロパガンダの台頭と事実に基づく報道や事実に基づく議論に対する敵意の高まりという一部の観察者の認識から、アメリカ合衆国の政治を取り巻く20世紀後半と21世紀初頭の主要な議論の対象として浮上した。

## 語源
アメリカのテレビコメディアンスティーヴン・コルベアは、この意味での「真実っぽさ」という言葉を造語し、2005年10月17日に彼の政治風刺番組『ザ・コルベア・レポート』のパイロットエピソードで「ザ・ワード」と呼ばれるセグメントのテーマとして使用した。これをルーティンの一部として使用することで、コルベアは当時の社会政治的言説における修辞的手段としての感情への訴えかけと「本能的感覚」の誤用を風刺した。彼は特にアメリカ合衆国大統領ジョージ・W・ブッシュによるハリエット・マイヤーズ最高裁判所指名と2003年のイラク侵攻の決定にこれを適用した。コルベアはその後、真実っぽさをウィキアリティを含む他の機関や組織にも帰属させた。コルベアは時々、この用語の偽ラテン語版である「ヴェリタスィネス」を使用することもあった。例えば、コルベアの「オペレーション・イラキ・スティーヴン：ゴーイング・コマンドー」では、作戦の印章の鷲の上のバナーに「ヴェリタスィネス」という言葉が見られる。
『真実っぽさ』はアメリカ方言学会によって2005年のその年の言葉に、そしてメリアム＝ウェブスターによって2006年のその年の言葉に選ばれた。言語学者であり『OED』コンサルタントのベンジャミン・ジマーは、「真実っぽさ」という言葉にはすでに文学上の歴史があり、『トゥルーシー』の派生語として『オックスフォード英語辞典』（『OED』）と『センチュリー辞典』に登場しており、どちらもそれを稀または方言的なものとして示し、より直接的に「真実性、誠実さ」と定義していることを指摘した。マイケル・アダムスがこの言葉はすでに異なる意味で存在していたという主張に対して、コルベアは自身の真実っぽさの定義を利用して、「真実っぽさは私がお尻から直接引っ張り出した言葉だ」と述べた。

## スティーヴン・コルベアによる使用
スティーヴン・コルベアは、スティーヴン・T・コルベア博士という自身のキャラクターを演じながら、2005年10月17日に『ザ・コルベア・レポート』の初回エピソードを収録する直前に「真実っぽさ」という言葉を選んだ。もともと台本に書かれていた言葉「真実（truth）」が絶対的に馬鹿げていなかったためである：「私たちは真実について話しているのではなく、真実のように見えるもの—私たちが存在してほしいと思う真実—について話しているのだ」と彼は説明した。彼はエピソードの最初のセグメントで自身の定義を紹介し、次のように述べた：「今、ウェブスター辞典の『言葉の警察』や『言葉主義者』たちが『ねえ、それは単語じゃない』と言うだろう。しかし、私を知っている人なら誰でも知っているように、私は辞書や参考書の大ファンではない。それらはエリート主義的だ。常に何が真実であるか、あるいは何が起こったか起こらなかったかを私たちに教えようとする」。
『ジ・オニオン』のA.V.クラブによるキャラクターを外れたインタビューで「私たちの国を引き裂いている『真実っぽさ』紛争」についての見解を求められたとき、コルベアはこの言葉で伝えようとした批判について詳しく説明した：
真実っぽさは私たちの国を引き裂いており、私が言っているのはこの言葉を思いついたのが誰かという議論のことではない…
かつては、誰もが自分の意見は持てても、自分の事実は持てなかった。しかし、もはやそうではない。事実はまったく重要ではない。認識がすべてだ。それは確信だ。人々は大統領（ジョージ・W・ブッシュ）を愛している。なぜなら彼は指導者としての選択に確信を持っており、彼を支持する事実が存在しないように見えても構わないからだ。彼が確信していることが、国の特定の層に非常に魅力的なのだ。私はアメリカの人々の間に二分法を実感している。何が重要なのか？真実であってほしいことか、それとも真実であることか？…

真実っぽさとは、「私が言うことが正しく、他の誰かが言うことも真実である可能性はない」ということだ。それは私がそれを真実だと感じるだけでなく、「私」がそれを真実だと感じるということだ。感情的な要素があるだけでなく、利己的な要素もある。
2006年12月8日のチャーリー・ローズとのインタビューで、コルベアは次のように述べた：
私は情報よりも情熱や感情、確信という考えについて考えていた。そして、最初に行った「ザ・ワード」で言ったように、腹の中で感じることは、どれだけ長く続くにせよ—ショー全体の一種の論文声明である—その一文、その一言だが、それは情報よりも、プライムタイムのケーブルでそれを提供する人々だけでなく、一般の公衆にとってより重要だと思う。
2006年のホワイトハウス記者協会主催夕食会で、主賓であったコルベアは真実っぽさの定義を用いてブッシュ大統領の思考プロセスを描写した。『編集者とパブリッシャー』は、同日に発表された「コルベアがホワイトハウス記者協会夕食会でブッシュを風刺—大統領は面白がらず？」と題された記事で、ブッシュに対するコルベアの批判を表すために「真実っぽさ」を使用した。『E&P』は「ブッシュ大統領への痛烈なコメディ『賛辞』は…その終わりにジョージとローラ・ブッシュを無表情のままにした」と報じ、夕食会の多くの人々が「時々少し不快そうに見え、おそらく材料が少し辛すぎる、あるいは権力に対して『真実っぽさ』を語りすぎていると感じていた」と述べた。『E&P』は数日後、夕食会でのコルベアに関する彼らの報道が「おそらくこれまでで最も高い一日のトラフィックを記録した」と報告し、「コルベアは真実っぽさに包まれた真実をもたらした」と主張する読者からの手紙を掲載した。同じ週末、『ワシントン・ポスト』やその他のメディアもこのイベントについて報じた。6ヶ月後、『ニューヨーク・タイムズ』のコラムニストフランク・リッチは「真実っぽさの詐欺師たちを追い出せ」と題されたコラムで、コルベアの夕食後のスピーチを「文化的な予備選挙」と呼び、アメリカ合衆国の2006年中間選挙の「決定的な瞬間」と名付けた。
コルベアは2016年7月18日の『ザ・レイト・ショー・ウィズ・スティーヴン・コルベア』のエピソードで、2016年の大統領選挙キャンペーン中のドナルド・トランプによる発言に関して、新語の「トランプっぽさ（Trumpiness）」を使用して「真実っぽさ」を更新した。コルベアによれば、真実っぽさが実際には偽りだが真実のように感じる発言を指すのに対し、「トランプっぽさ」は真実のように感じる必要すらなく、まして真実である必要もない。トランプの発言がこの特質を示す証拠として、彼は多くのトランプ支持者が彼の「最も野心的な約束」を信じていなくても支持していると述べた『ワシントン・ポスト』のコラムを引用した。

## ニュースメディアによる報道
コルベアが真実っぽさを紹介した後、それはすぐに広く使用され認識されるようになった。6日後、CNNの『リライアブル・ソーシズ』では、司会のハワード・カーツが『ザ・コルベア・レポート』についての議論を取り上げ、コルベアの定義のクリップを流した。同日、ABCの『ナイトライン』も真実っぽさについて報じ、これにコルベアは次のように応じた：「その記事に何が欠けていたか分かるか？私だ。スティーヴン・コルベアだ。でも驚かない。『ナイトライン』は私の番組と同時間帯だし…」。
コルベアによって紹介されてから数ヶ月以内に、真実っぽさは『ニューヨーク・タイムズ』、『ワシントン・ポスト』、『USA Weekly』、『サンフランシスコ・クロニクル』、『シカゴ・トリビューン』、『ニューズウィーク』、CNN、MSNBC、FOXニュース、AP通信、『エディター・アンド・パブリッシャー』、『Salon.com』、『ハフポスト』、『シカゴ・リーダー』、CNET、そしてABCの『ナイトライン』、CBSの『60ミニッツ』、および『オプラ・ウィンフリー・ショー』で議論された。
2006年2月13日号の『ニューズウィーク』は、コルベアによって普及して以来の「真実っぽさ」という言葉のキャリアを振り返る、『ザ・コルベア・レポート』に関する「真実っぽさ・テラー」と題された記事を掲載した。

### 『ニューヨーク・タイムズ』による報道と使用
2005年10月25日号、つまり『レポート』の初回エピソードの8日後、『ニューヨーク・タイムズ』は『ザ・コルベア・レポート』に関する3番目の記事「ニュースの不条理を引き出す」を掲載した。この記事は特に「真実っぽさ」についてのセグメントを議論したが、『タイムズ』はこの言葉を誤って「信頼っぽさ（trustiness）」と報じた。2005年11月1日号で、『タイムズ』は訂正を掲載した。『レポート』の次のエピソードで、コルベアはこの誤りについて『タイムズ』を批判し、皮肉にも「信頼っぽさ」は「言葉ですらない」と指摘した。
『ニューヨーク・タイムズ』は2005年12月25日号で再び「真実っぽさ」について議論し、今回はその年の時代精神を捉えた9つの言葉のうちの1つとして、ジャック・スタインバーグによる「2005年：一言で言えば、真実っぽさ」と題された記事の中で取り上げた。真実っぽさを評価する際に、スタインバーグは「2005年に最も注目を集めたコメンテーターはおそらくテレビでそれを演じていただけだった：スティーヴン・コルベア」と述べた。
2006年1月22日号で、コラムニストフランク・リッチは「真実っぽさ101：フライからアリートへ」と題されたコラムで、コルベアに言及しながらこの用語を7回使用し、いくつかの問題（サミュエル・アリートの指名、ブッシュ政権のハリケーン・カトリーナへの対応、そしてジャック・マーサのベトナム戦争記録を含む）に関する共和党の描写について議論した。リッチはこの言葉が文化的な定着物としてどれほど迅速に定着したかを強調し、「コメディ・セントラルの擬似論評者スティーヴン・コルベアによる『真実っぽさ』という言葉の使用は、私たちが真実っぽさの時代に生きているからこそ、昨年瞬時に広まった」と書いた。『エディター・アンド・パブリッシャー』はリッチのコラムでの「真実っぽさ」の使用について報告し、彼が「アメリカ合衆国における真実とは対照的な『真実っぽさ』の成長傾向に取り組んだ」と述べた。
『ニューヨーク・タイムズ』は2006年5月3日号で、スティーヴン・コルベアが主賓だった2006年のホワイトハウス記者協会晩餐会に関する2通の手紙を「真実っぽさとパワー」という見出しで掲載した。
フランク・リッチは2008年に『ニューヨーク・タイムズ』で真実っぽさに再び言及し、ジョン・マケインの大統領選挙キャンペーンの戦略を「大統領選挙全体を濃い真実っぽさの霧で包み込むこと」と表現した。リッチは、このキャンペーンが真実っぽさに基づいていると説明した。なぜなら「マケイン、サラ・ペイリン、そして彼らの代理人たちは、単に対立候補を中傷するためだけでなく、自分たちの記録を隠すためだけでもなく、同じ嘘を何度も繰り返している。彼らのより大きな目的は、偶発的なジャーナリスティックな突きによって穴を開けられないほど執拗な、偽の代替現実を構築することだ」。リッチはまた、「マケインがテレビで直面した最も厳しい尋問が『ザ・ビュー』で行われたとき、報道機関がこの真実っぽさを暴くことができないことがわかる。バーバラ・ウォルターズとジョイ・ベハーは彼の複数の虚偽を指摘した。その中には、ペイリンがアラスカの財政的優遇措置に反対していたという、彼が際限なく繰り返す空想も含まれていた。ベハーは彼の目の前で『嘘』という言葉を使った」と述べた。

## 評価

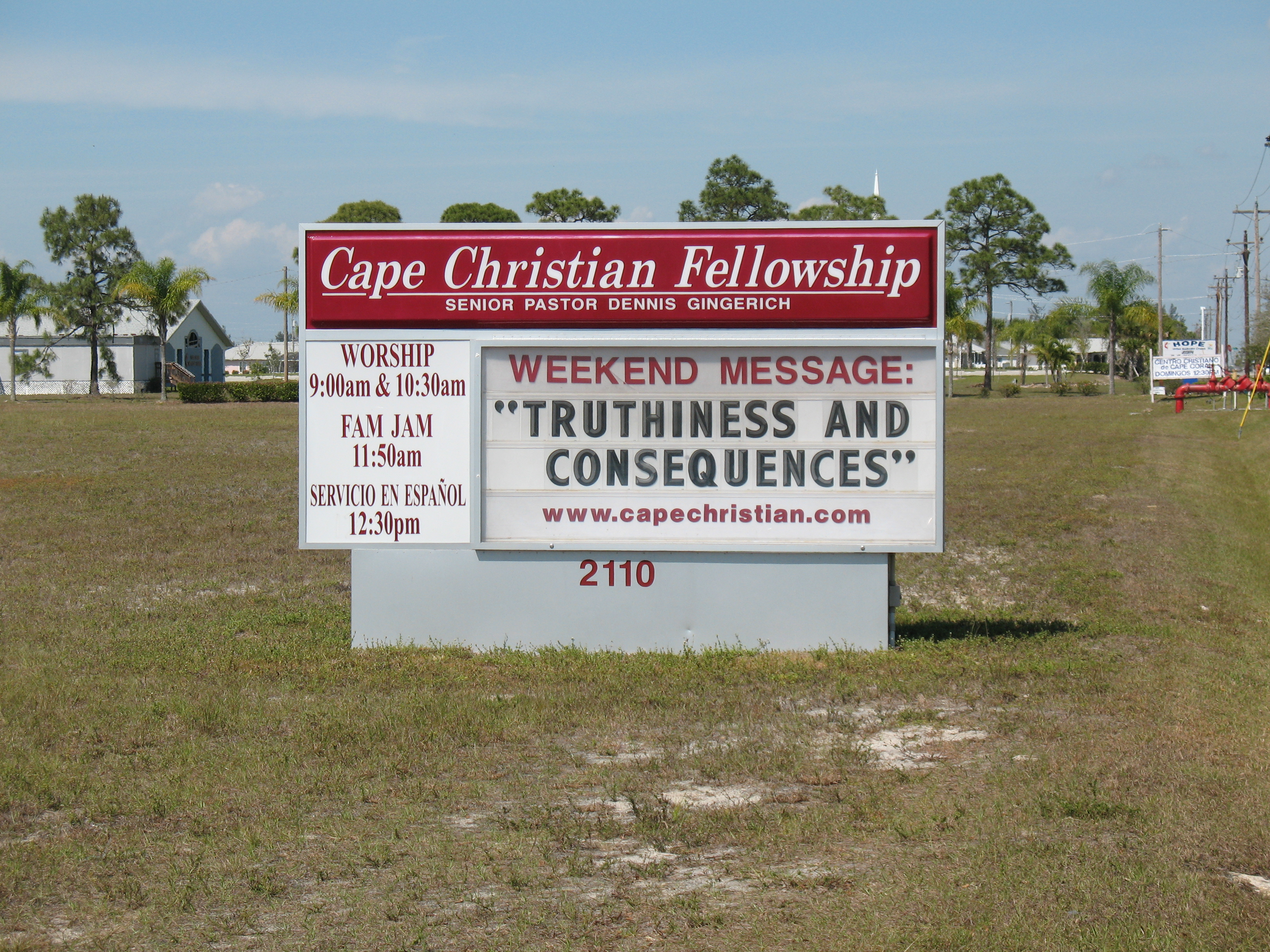
「真実っぽさと結果」と記された教会の看板。2007年3月10日にフロリダ州ケープコーラルで撮影

「真実っぽさ」の使用はメディア、政治、そして公共の意識の中で増殖し続けた。2006年1月5日、語源学教授のアナトリー・リーバーマンは公共ラジオで1時間の番組を始め、真実っぽさについて議論し、今後1〜2年で辞書に掲載されるだろうと予測した。彼の予測は順調だったように見えた。翌日、アメリカ方言学会は「真実っぽさ」が2005年のその年の言葉であると発表し、数週間後には『マクミラン英語辞典』のウェブサイトが真実っぽさをその週の言葉として特集した。真実っぽさは『ニューヨーク・タイムズ』によっても2005年の精神を捉えた9つの言葉の1つとして選ばれた。グローバル・ランゲージ・モニターは言語のトレンドを追跡しており、「真実っぽさ」を2006年のトップテレビバズワードに、そしてコルベアが真実っぽさに関連して造語した別の言葉、「ウィキアリティ」も2006年のトップ10テレビバズワードの1つとして名付けた。これは同じ番組から2つの言葉がリストに入った初めてのことだった
この言葉は2007年にレイク・スペリオル州立大学の委員会がミシガン州スーセントマリーで発表した年間「追放された単語リスト」に掲載された。このリストには「真実っぽさ」の他に、「素晴らしい（awesome）」や「ブランジェリーナ」などの有名人カップルのかばん語、「pwn」などの使い古された用語が含まれていた。これに対してコルベアは2007年1月8日に、レイク・スペリオル州立大学は「注目を求める二流の州立大学」だと述べた。2008年の追放された単語リストでは、2007年-2008年全米脚本家組合ストライキに対応して「真実っぽさ」を正式な使用に復活させた。

### アメリカ方言学会のその年の言葉
2006年1月6日、アメリカ方言学会は「真実っぽさ」が2005年のその年の言葉に選ばれたと発表した。学会はその根拠を次のように説明した：
その16回目の年間言葉投票で、アメリカ方言学会は真実っぽさをその年の言葉として投票した。コメディ・セントラルテレビチャンネルの風刺的な模擬ニュース番組『ザ・コルベア・レポート』で初めて聞かれた真実っぽさは、真実として知られている概念や事実よりも、真実であることを願ったり信じたりする概念や事実を好む性質を指す。スティーヴン・コルベアが言ったように、「私は本を信用しない。それらはすべて事実であり、心がない」

### メリアム＝ウェブスターのその年の言葉
2006年12月10日、メリアム＝ウェブスターは「真実っぽさ」が読者投票に基づいて2006年のその年の言葉に選ばれたと発表した。真実っぽさは2位の言葉『Google』に5対1の差をつけた。「私たちは真実が何を構成するかという問題が多くの人々の心にある時点にあり、真実は争奪されるようになっている」とメリアム＝ウェブスター社長のジョン・モースは述べた。「『真実っぽさ』は非常に重要な問題について考えるための遊び心のある方法だ」。しかし、その年の言葉に選ばれたにもかかわらず、この言葉は2006年版のメリアム＝ウェブスター英語辞典には掲載されていない。この省略に対応して、2006年12月12日の「ザ・ワード」セグメントで、コルベアはメリアム・ウェブスター辞典第10版の新しい1344ページを発行し、そこに「真実っぽさ」が掲載されていた。コルベアの肖像画を含む「真実っぽさ」の定義のためのスペースを確保するために、「try（試す）」という単語の定義が削除され、コルベアは「ごめんね、try。もっと頑張るべきだったかもしれないね」と皮肉を込めて述べた。彼はまた視聴者に新しいページを「ダウンロードしないで」、図書館や学校の新しい辞書に「貼り付けないで」と皮肉を込めて言った。

### 『ニューヨーク・タイムズ』クロスワードパズル
2008年6月14日版の『ニューヨーク・タイムズ』では、この言葉がニューヨーク・タイムズのクロスワードパズルの1-acrossとして取り上げられた。コルベアは『ザ・デイリー・ショー』の2008年6月18日のエピソードの最後のセグメントで、このことに触れ、自身を「クロスワードの王」と宣言した。

### BBC「10年間の肖像」
2009年12月、BBCのオンラインマガジンは読者に、2000年代（10年間）の重要な出来事を5つの異なるカテゴリー「人々」「言葉」「ニュース」「物」「文化」に分けて表示するポスターに含めるべきものの提案を求めた。提案が寄せられ、5人の独立した専門家のパネルが各カテゴリーを彼らが最も重要だと考える20項目に絞った。「言葉」カテゴリーの選択には「真実っぽさ」が含まれていた。

### 研究
主張の真実っぽさが付随する非立証的情報によってどのように膨らむかについての研究が増えている。特に2012年、真実っぽさを調査する研究が3つの大学の学生グループによって「非立証的な写真（または言葉）は真実っぽさを膨らませる」という論文で発表された。実験は、主張に装飾的な写真や無関係な冗長な表現が付随すると、証拠に関係なく人々がその主張を真実だと信じる可能性が高まることを示した。
また2012年には、ハーバード大学のバークマン・センターがハーバード大学とマサチューセッツ工科大学で2日間のシンポジウム「デジタルメディアにおける真実っぽさ」を開催し、新しいメディアにおける「誤情報と偽情報についての懸念」を探求した。
真実っぽさ・コラボレイティブは南カリフォルニア大学のアネンバーグ・スクールのプロジェクトで、「私たちのメディアとテクノロジーのエコシステムの進化によって促進される誤情報、偽情報、プロパガンダ、その他の言説への課題に関する研究と取り組みを進める」ことを目的としている。